# Ипсилон Геркулеса
Ипсилон Геркулеса (лат. υ Herculis), 6 Геркулеса (лат. 6 Herculis), HD 144206 — двойная звезда в созвездии Геркулеса на расстоянии приблизительно 362 световых лет (около 111 парсек) от Солнца. Видимая звёздная величина звезды — +4,723m.

## Характеристики
Первый компонент — бело-голубая звезда спектрального класса B9IIIHgMn, или B9III, или B9. Масса — около 4,498 солнечных, радиус — около 3,988 солнечных, светимость — около 173,41 солнечных. Эффективная температура — около 11540 K.
Второй компонент — коричневый карлик. Масса — около 29,04 юпитерианских. Удалён в среднем на 2,469 а.е..